# Tommy Gumina
Tommy Gumina (* 20. Mai 1931 in Milwaukee; † 28. Oktober 2013 in Los Angeles) war ein US-amerikanischer Jazz-Akkordeonist.
Gumina besuchte die Don Bosco High School in Milwaukee. Mit elf Jahren begann er Akkordeon zu spielen und trat in den 1950er-Jahren bei Hochzeiten auf. Nachdem er mit 18 Jahren von Harry James in einem Club entdeckt worden war, hatte er Auftritte in Fernsehshows wie bei Liberace, in der Ed Sullivan Show, der Jackie Gleason Show und in Las Vegas. Anfang der 1960er-Jahre bildete er mit Buddy DeFranco ein gemeinsames Quartett, das insgesamt fünf Alben aufnahm. 1961 holte ihn Stan Kenton als Dozent in Kentons Jazzkuse an der Michigan State University.
Gumina arbeitete in der Design- und Marketing-Abteilung eines Akkordeonherstellers; 1968 gründete er die Firma Polytone Amplifier Company. Im Laufe seiner Karriere spielte er u. a. mit Harry James, Joe Pass und Art Pepper. Im Bereich des Jazz war er zwischen 1952 und 1990 an 25 Aufnahmesessions beteiligt.

## Diskographische Hinweise
- Tommy Gumina: Hi-Fi Accordion (Decca Records, 1957)
- Buddy DeFranco: Pacific Standard (Swingin') Time (Decca, 1960)
- Presenting Buddy DeFranco-Tommy Gumina Quartet (Mercury, 1961), mit Bill Plummer, John Guerin
- Buddy De Franco and Tommy Gumina: The Girl from Ipanema (Mercury, 1964)
- Tommy Gumina Trio with Ron Eschete: Polycolors (1990)